# Sint-Thomaskerk (Fischbach)

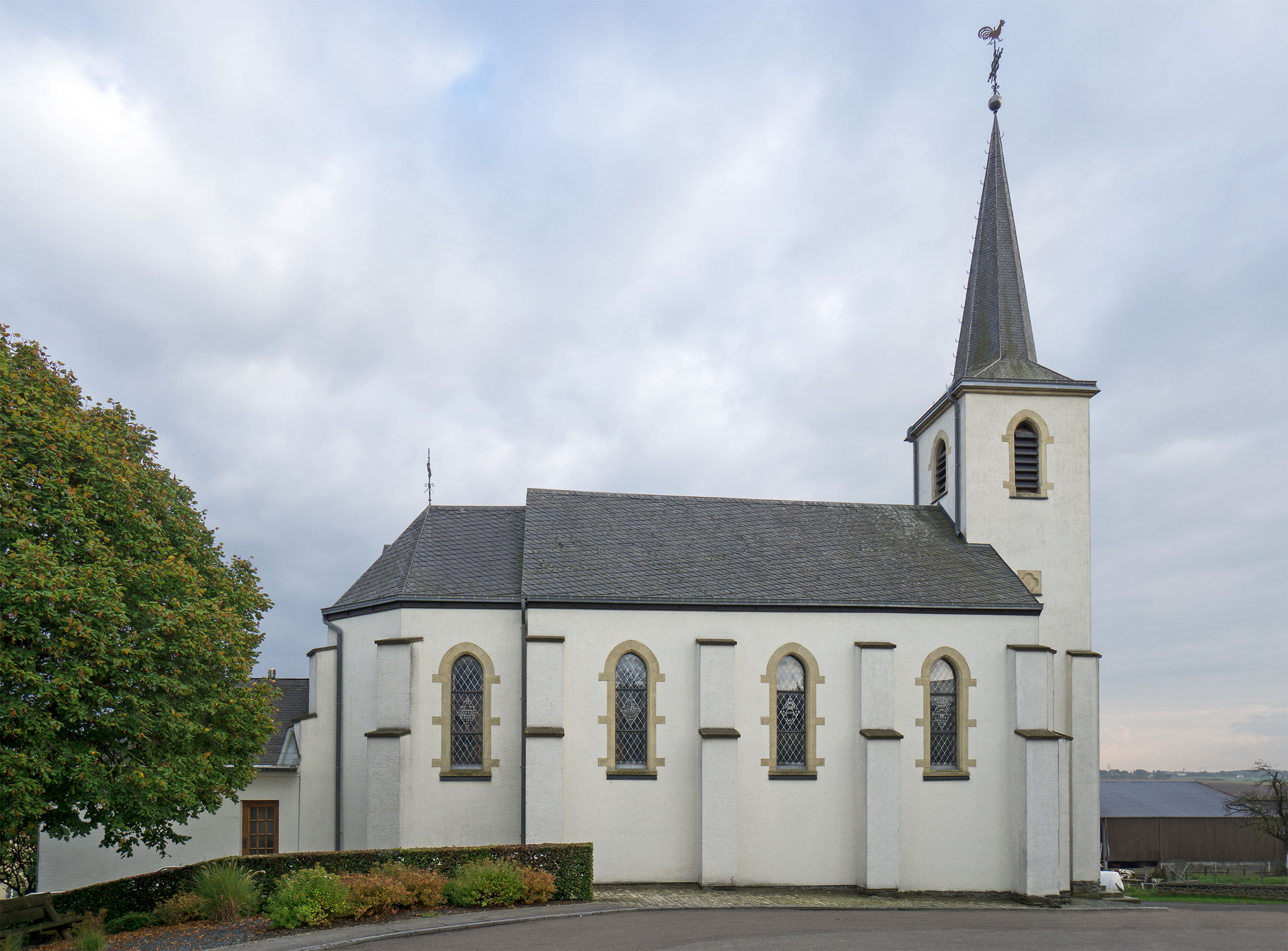
Sint-Thomaskerk

De Sint-Thomaskerk is de parochiekerk van de tot de Luxemburgse gemeente Clervaux behorende plaats Fischbach.

## Geschiedenis
Deze kerk werd gebouwd in 1898, getuige het chronogram in het kerkportaal:
rUh WIe Iohannes aUs beI MeIner brUst; ICh WILL DICh nIe VerLassen (rust als Johannes uit aan mijn borst; ik zal je nooit verlaten)
Tot 2017 was de Sint-Thomaskerk een filiaalkerk van de parochie van Heinerscheid, vervolgens een filiaal van de parochie van Clervaux.